# 国民大学校
国民大学校（クンミンだいがっこう、英称: Kookmin University）は、ソウル特別市城北区貞陵路77に本部を置く大韓民国の私立大学である。1946年に設置された。大学の略称はKMU。

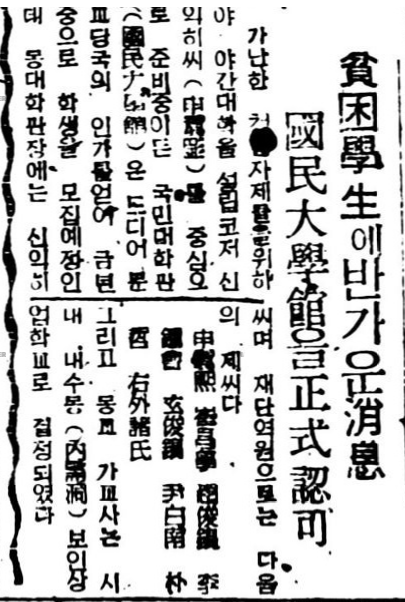
『貧困学生に嬉しい消息（ニュース）国民大学館を正式認可』
東亜日報 1946年12月20日号

生徒募集広告
東亜日報 1946年12月27日号

## 概要
- 総長: 第10代総長 経営学博士 ユ・ジス（유지수）
- 学生数(在籍)
  - 学部: 14,486人 (2025)
  - 大学院: 3,571人 (2025)
- 教員: 624人 (2018)
- 職員: 447人 (2018)
- 蔵書数: 1,337,543冊 (2019)
- モットー: 以校爲家, 事必歸正
- 象徴動物: 雙龍

## 歴史
光復直後の1946年9月に申翼熙、金九、金奎植、趙素昻など大韓民国臨時政府の要人たちが中心となり、新しい国を作るための人材を養成することを目的に国民大学館として開校した。開校当初は輔仁産業学校の校舎を借りて夜間に授業を実施、ソウル市鍾路区昌成洞に校舎を建設中だったが、朝鮮戦争の勃発で1950年12月に釜山へ疎開した。1953年9月に昌成洞校舎に戻ったものの財政難に陥り、1959年10月雙龍財閥の創業者である金成坤(キム・ソンゴン、김성곤)が経営を引き継いだ。1962年に国民女子初等大学を開校（1968年廃止）し、1969年併設していた国民農民学校を国民産業学校に改名。1971年にキャンパスをソウル市城北区貞陵洞に移転、1972年国民産業学校廃止などを経て、1981年3月に総合大学に昇格した。

## 組織

### 学部
- 世界人文地域大学
  - 韓国語文学部 英語英文学部 中国学部 韓国歴史学科 ユーラシア学科 日本学科
- 社会科学大学
  - 行政学科 政治外交学科 社会学科 言論情報学部 教育学科 行政管理学科
- 法科大学
  - 法学部 司法学科 公法学科 企業融合法学科(夜間)
- 経済商業大学
  - 経済学科 国際通商学科
- 経営大学
  - 経営学部 企業経営学部(夜間) 経営情報学部 KMU International Business School International Business専攻 財務金融会計学部
- 創造工学大学
  - 新素材工学部 機械工学部 建設システム工学部 電子工学部
- 自動車工学大学
  - 自動車工学科 自動車IT融合学科
- コンピューター科学大学
  - ソフトウェア学部
- 科学技術大学
  - 森林環境システム学科 林山生命工学科 ナノ電子物理学科 応用化学部 食品栄養学科 情報セキュリティ暗号学科 バイオ発酵融合学科
- 設計大学
  - 工業デザイン学科 視覚デザイン学科 金属工芸学科 陶磁工芸学科 衣装デザイン学科 空間デザイン学科 映像デザイン学科 自動車·運送デザイン学科
- 芸術大学
  - 音楽学部 美術学部 公演芸術学部
- 建築大学
  - 建築学部
- 体育大学
  - スポーツ教育学科 スポーツ産業レジャー学科 スポーツ健康リハビリ学科
- 教養大学
- 教職課程学部
- 人文技術融合学部

### 学部連係
- 連係専攻
  - 中国通商専攻 室内製品デザイン専攻 道徳倫理専攻 バイオ技術専攻 バイオヘルスケア·食品連携専攻 心理学専攻
- 融合専攻
  - 海外建設融合専攻 自動車ソフトウェアデザイン融合専攻 Entrepreneurship融合専攻 未来技術融合デザイン専攻 オープンソースガバナンス融合専攻 ソフトウェア広告融合専攻 インフォメーションテクノロジー専攻 デジタルエンターテイメント専攻 バイオ4次産業ガバナンス融合専攻 ソフトウェア メディア融合専攻 映像ストーリーテリング融合専攻 知識財産融合専攻
- 自己設計融合専攻
  - 科学技術社会学融合専攻 金融工学融合専攻 文化芸術経営学融合専攻 美術デザイン史学融合専攻 文化芸術社会学融合専攻 メディアスポーツマーケティング融合専攻

### 大学院
- 人文社会系列
  - 国語国文学科 英語英文学科 中国語中国文学科 国史学科 行政学科 政治外交学科 社会学科 言論情報学科 国際地域学科 法学科 経済学科 経営学科 国際通商学科 e-ビジネス学科 教育学科
- 自然科学系列
  - 数学科 物理学科 化学科 食品栄養学科 山林自然学科 林産工学科 林産化学科
- 工学系列
  - 新素材工学科 機械工学科 機械設計学科 建設システム工学科 電子工学科 コンピュータ工学科 建築学科
- 芸術体育系列
  - 陶芸学科 金属工芸学科 コミュニケーションデザイン学科 体育学科 音楽学科 美術学科 公演映像学科

### 専門大学院
- 自動車工学専門大学院
- テクノデザイン専門大学院
- ビジネスIT専門大学院

### 特殊大学院
- 教育大学院
- 行政大学院
- 工学大学院
- デザイン大学院
- 政治大学院
- スポーツ産業大学院
- 文芸創作大学院
- 法務大学院
- 総合芸術大学院

## 付属施設

### 省谷図書館
1946年12月の開校とともに国民大学図書課として発足、1971年に貞陵洞の現キャンパスへ移転した際に図書館へ昇格した。現在の建物は雙龍財閥の創業者で元理事長だった金成坤の雅号を取って、省谷(ソンゴク)図書館と命名され1993年3月に開館した。分館として法学図書館・デザイン図書館が設置されている。蔵書量は、分館を含んで約1,013,586冊(2010年)となっている。

### 茗園民俗館
元はソウル市中区長橋洞にあった李朝末期の武官で参政大臣、更に大韓帝国の初代内閣総理大臣だった韓圭卨の邸宅。1892年頃に完成したものの、1980年に長橋洞一帯の再開発から撤去される寸前に金成坤夫人・美熙の尽力から現在の国民大学校の敷地内に移築保存された。ソウル市民俗資料 第7号に指定され、茶道などの授業や公演などが行われている。

## 大学の特徴
- 造形大学、特にデザイン系列の学科は有名で、ソウル大学校や弘益大学校と共に国内で最上位に位置する。その他、自動車工学科も国内トップクラスのレベルである。
- 北漢山国立公園に隣接しており、学校敷地の一部が国立公園に属している。
- 2024年、中央日報が実施した全国大学評価で13位となった。

## 主な出身人物
- 学部
  - ナム・ドグ (第14代 大韓民国国務総理)
  - ソン・ソクヒ (アナウンサー)
  - イ・ヒョリ (歌手)
  - オム・テウン (俳優)
  - シン・ドンウク (俳優)
  - イ・ワン (俳優)
- 大学院
  - 車智澈 (第3代 大韓民国大統領警護室長)
  - SE7EN (歌手)
  - 金建希 (キム・ゴンヒ。大韓民国の女性実業家。尹錫悦韓国大統領夫人)
- 名誉学位
  - 小沢一郎 (政治家)

## 日本における協定校[1]
- エリザベト音楽大学
- ヒコ・みづのジュエリーカレッジ
- 姫路獨協大学
- 九州大学
- 名古屋市立大学
- 佐賀大学
- 相模女子大学短期大学部
- 東北大学
- 東海大学
- 滋賀県立大学
- 富山大学
- 早稲田大学
- 茨城大学
- 大妻女子大学
- 大阪工業大学
- 広島工業大学

## 小沢一郎の講演
小沢一郎民主党幹事長が、2009年12月12日に「新たな日韓関係と、その役割を担うリーダーの育成」と題して2時間にわたって講演している。講演には学生や教員、日韓両国の報道関係者約300人が出席。小沢は講演で、「専攻の経済学より歴史学に興味があった」と言及。更に日本の植民地支配に触れ、「日本国民として謝罪しなければならない歴史的事実だ」とした上で、「そのことのみを言い続けていたのでは両国の将来に良いことがない。両国の長い歴史を振り返ると、支配―被支配の概念でとらえられる関係ではない。日本人も韓国の皆さんもそのことに思いを致さなければならない」と訴えた。また、小沢は講演で「天皇陛下も '桓武天皇の生母は百済の王女だった' と認めている」と発言した。定住外国人の地方参政権問題については、（学生からの質問に答えて）「政府提案できちんと出すべきだと思う。鳩山内閣も同じように考えているので、来年の通常国会では現実になるのではないか。この問題は日本側が積極的に取り組むべき問題だ」と回答している。この講演は韓国の大学で日本の政治家が講義する初めての講演だった。
- 小沢一郎、韓国ソウル 国民大学校 講演 (1) Ozawa's Speech at KMU (10:58)
- 小沢一郎、韓国ソウル 国民大学校 講演 (2) Ozawa's Speech at KMU (8:26)
- 小沢一郎、韓国ソウル 国民大学校 講演 (3) Ozawa's Speech at KMU (9:51)
- 小沢一郎、韓国ソウル 国民大学校 講演 (4) Ozawa's Speech at KMU (9:57)
- 小沢一郎、韓国ソウル 国民大学校 講演 (5) Ozawa's Speech at KMU (8:26)